# Орфей у пеклі
«Орфей у пеклі» (фр. Orphée aux enfers) — оперета Жака Оффенбаха. Оригінальне лібрето написали Гектор Крем'є і Людовик Галеві. Прем'єра першої, двоактової версії («опери-буф») відбулася 21 жовтня 1858 року в паризькому театрі «Буф-Парізьєн» (під орудою композитора); прем'єра другої, чотириактової версії («опери-феєрії») – у театрі «Ґетé» 7 лютого 1874 року (під орудою Луї-Альбера Візантіні). 

## Сюжет
Історія заснована на міфі про Орфея та Еврідіку з давньогрецької міфології, за яким Орфей повинен спуститися в підземний світ, аби повернути свою кохану Еврідіку.
Оперета містить відому сцену з «інфернальним галопом». Ця музика найчастіше асоціюється з танцем канкан.